# Love Sick: The Series
Love Sick: The Series (tailandés: รักวุ่น วัยรุ่นแสบ, RTGS: Rạk wùn wạyrùn s̄æb) es una serie de televisión tailandesa de temática BL y LGBT emitida a través de Channel 9 MCOT. Dirigida por Rachyd Kusolkulsiri es la adaptación de la novela de Internet Love Sick: The Chaotic Lives of Blue Shorts Guys (tailandés: ชุลมุนหนุ่มกางเกงน้ำเงิน, RTGS: Chulmun h̄nùm kāngkeng n̂ảngein) escrita por Indrytimes. que se hizo muy popular en internet.
Protagonizada por un grupo variopinto de adolescentes la serie está ambientada en un instituto privado masculino. Explora las relaciones que estos jóvenes forjan entre sí y también con las estudiantes de un cercano instituto femenino. Los roles principales son interpretados por Chonlathorn Kongyingyong, Nawat Phumphothingam, Anupart Luangsodsai, Chindavanich Primrose, Pannin Charnmanoon y Vachiravit Paisarnkulwong. Temas como la diversidad, la amistad, las relaciones afectivas y familiares, la vida escolar, los celos o la forma de divertirse de la juventud son algunos ejes de la trama.
La serie es la primera en su género que ha sido emitida en un canal principal de la televisión tailandesa cuya trama central aborda la relación amorosa de dos jóvenes homosexuales y obtuvo una favorable acogida entre la audiencia. Se considera modelo de series de temática similar como 2 Moons The Series, Bad Romance: The Series o Love By Chance producidas con posterioridad. La primera temporada, de 12 capítulos, se emitió entre el 6 de julio y el 21 de septiembre de 2014. La segunda temporada, de 36 episodios, fue emitida entre el 2 de mayo y el 10 de octubre de 2015. La compañía productora anunció una tercera temporada cuya realización está prevista en 2019. Los episodios se pueden encontrar, en versión original con subtítulos, en plataformas de streaming como YouTube.

## Argumento
Temporada 1

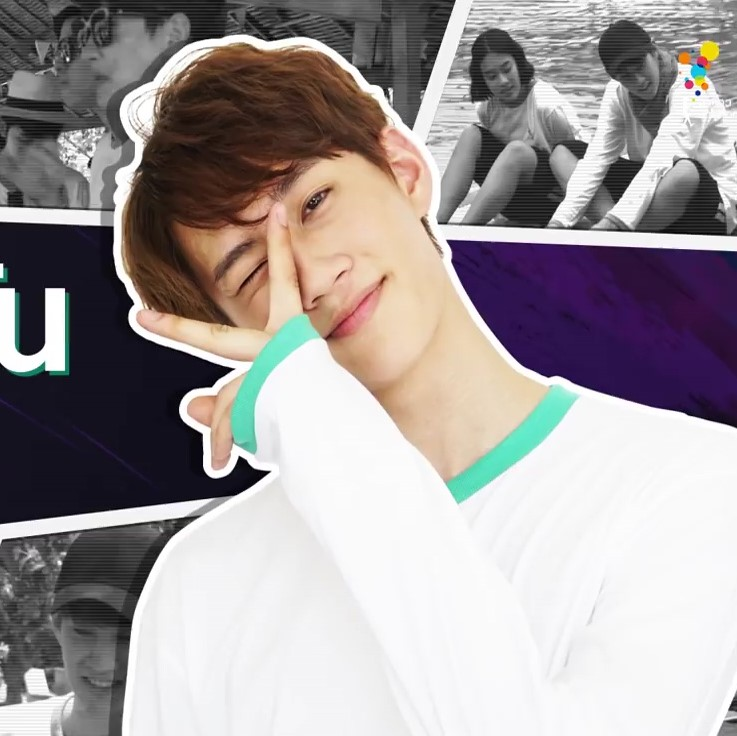
Chonlathorn Kongyingyong interpreta a Noh presidente del club de música

El Friday College es un reputado instituto privado masculino donde cursan estudios y realizan todo tipo de actividades extraescolares chicos de perfiles variopintos. Noh, presidente del club de música, mantiene una relación amorosa con Yuri una linda colegiala tailandesa-japonesa. Phun, secretario del consejo estudiantil, también mantiene una discreta relación con una hermosa joven llamada Aim. Ambas chicas, Aim y Yuri, son amigas íntimas y estudian en el instituto femenino.
En la reunión del consejo para asignar el reparto económico a los diferentes clubs, a la que Noh no puede acudir, el de música obtiene por error 5.000 de los 35.000 baht que habían solicitado inicialmente. Noh acude a Phun para solicitarle ayuda, ya que el club se ha comprometido a comprar instrumentos, y el joven recibe una sorprendente propuesta: como Phun quiere evitar que su padre, influyente político, le obligue a empezar un noviazgo con la hija de un amigo suyo ayudará a Noh si accede a hacerse pasar por su falso novio ante Pang su hermana menor. Esta, seguidora acérrima de las series BL y mangas yaoi, tiene una excelente relación con su padre y con ese plan Phun confía en evadir el problema que le plantea su progenitor. 

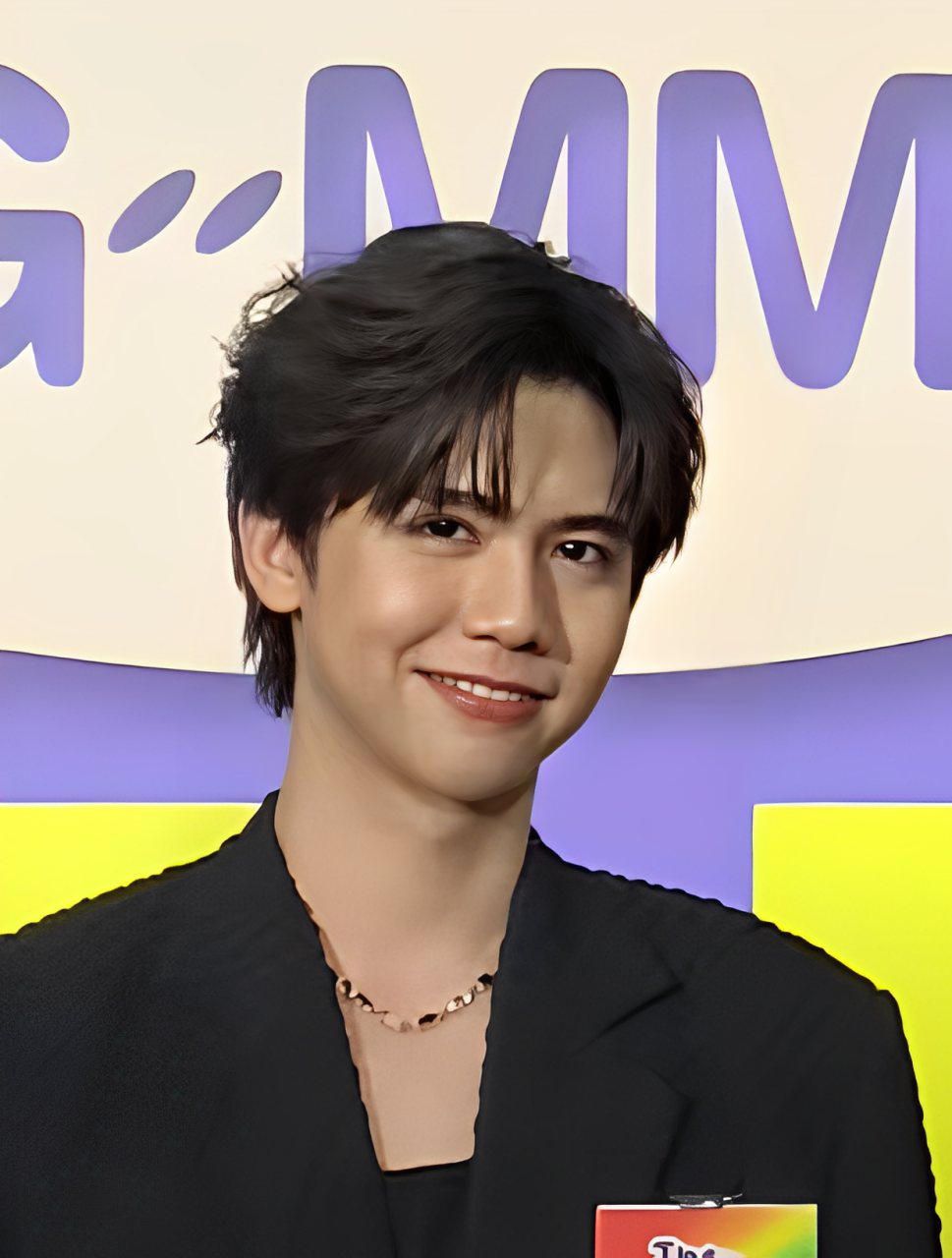
Harit Cheewagaroon encarna a Per un recurrente personaje de la primera temporada y uno de los principales en la segunda temporada.

Tras muchas dudas Noh, para evitar el problema que ponga en riesgo la viabilidad del club de música, acepta. Sin embargo el contacto constante, las actividades comunes y la relación que establecen ambos jóvenes de 17 años genera un resultado inesperado: Phun se ve atraído por la simpatía y dulzura de Noh y, poco a poco, se va enamorando de él. Noh, por su parte, paulatinamente se percata que su relación con Phun rebasa la calificación de amistad. Aunque ambos no se consideran homosexuales irán asumiendo que sus sentimientos mutuos son más profundos y deberán enfrentarse a las relaciones que mantienen con sus novias. También deberán confrontarse con Earn, el joven presidente del club de animadores, quien también se siente atraído por Noh e intentará seducirlo con todas las opciones a su alcance. 
De esta situación poco a poco serán conscientes un amplio grupo de amigos y compañeros quienes, por su parte, también comienzan a forjar nuevas relaciones: Jeed una joven estudiante transferida de un instituto público y que busca su lugar en el nuevo; Khom un estudiante que se enamora de Jeed; Taengmo la estudiante que mantiene una relación con Moan, el sobrino del director del instituto, en presencia de Golf su adversario o Pang, la hermana de Phun, y sus amigas que fantasean sobre una posible relación amorosa entre Pop y Chai, dos jóvenes del aula de teatro que tienen una química evidente entre sí. 
Temporada 2
En la conclusión de la temporada 1 Noh y Phun deciden mantener su amistad y no ir un paso más allá debido a sus dudas y a que optan por mantener sus respectivos noviazgos. En el instituto se organizan los preparativos para un importante torneo de fútbol en el que el Friday College contará por primera vez, pese a las reticencias de algunos integrantes del consejo, con un equipo de animadores masculinos algunos de cuyos integrantes son homosexuales. Tras la finalización del torneo Noh, Phun y sus amigos celebran el triunfo en un restaurante. Allí Noh conocerá a Golf, antiguo estudiante del instituto, quien le desvelará que Aim, la novia de Phun, ha mantenido relaciones sexuales con otros jóvenes.
Noh, incapaz de encontrar el momento de comentarle a su amigo la verdad por no hacerle daño, acabará compartiendo un viaje de parejas a Hua Hin: Noh con Yuri y Phun con Aim. Intentando evitar que Noh y Phun compartan habitación Earn hará todo lo posible para que los chicos duerman separados cosa que no logrará. Sin embargo, tras volver del accidentado viaje de parejas, la verdad sobre las otras relaciones de Aim emergerá durante una fiesta celebrada en casa de Noh cuando los vídeos de esos encuentros salgan a la luz involuntariamente. Con gran dolor Phun finaliza la relación con Aim, encontrará apoyo en la amistad de Noh, y rechazará la petición de la joven de volver a salir.
Un paso más se dará con motivo de la invitación que recibe el club de música de tocar un concierto en el instituto femenino: muchas chicas, entre ellas Yuri la novia de Noh, intentarán seducir y conseguir el afecto del joven. También en ese evento alguno de los jóvenes integrantes del grupo mostrarán, de manera velada, su interés romántico por otros compañeros. Sin embargo Phun reúne el coraje suficiente para confesar a Noh sus auténticos sentimientos amorosos. Noh, dudoso porque todavía no ha podido clarificar sus sentimientos ya que sigue siendo novio de Yuri, aceptará finalmente mantener una relación discreta ante la familia y los compañeros del instituto. Sin embargo Yuri presenciará una escena íntima entre ambos jóvenes, percatándose de a quién quiere en realidad Noh, y ambos finalizan su relación manteniendo una amistad. Tras ello Noh y Phun prosiguen su relación, duermen juntos en una u otra casa, salen de fiesta o de compras, o comen juntos.
Una noche Noh tiene una pesadilla en la que aparece manteniendo una relación de 3 años con Phun y desgarrado entre el amor por Phun y por Earn. La pesadilla coincide con la preparación de un nuevo torneo de fútbol durante el cual Earn decide cuidar y seducir de manera directa a Noh. Phun, percatándose, reaccionará poniendo trabas hasta que al final termine afianzando la relación con Noh. Ambos jóvenes todavía no están preparados para hacer público su romance en el instituto, cosa que sucederá tras un viaje de fin de semana organizado por el consejo estudiantil para repoblar el bosque. También la harán pública ante el padre de Phun, que aceptará la relación, y ante las familias. Mientras tanto el resto de los jóvenes del grupo irán atravesando diferentes fases en sus relaciones consolidando unas, finalizando otras y, en algunos casos, dejándolas en el aire.

## Reparto
| Personaje  | Intérprete                                                           | Temporada            | Temporada           |
| Personaje  | Intérprete                                                           | 1                    | 2                   |
| ---------- | -------------------------------------------------------------------- | -------------------- | ------------------- |
| Noh        | Chonlathorn Kongyingyong                                             | Personaje principal  | Personaje principal |
| Phun       | Nawat Phumphothingam                                                 | Personaje principal  | Personaje principal |
| Earn       | Anupart Luangsodsai                                                  | Personaje principal  | Personaje principal |
| Pang       | Nuchanart Veerakaarn                                                 | Personaje principal  | Personaje principal |
| Aim        | Chindavanich Primrose                                                | Personaje principal  | Personaje principal |
| Yuri       | Pannin Charnmanoon                                                   | Personaje principal  | Personaje principal |
| Jeed       | Nungira Hanwutinanon                                                 | Personaje principal  | Personaje principal |
| Pop        | Ausavapat Ausavaterakul                                              | Personaje principal  | Personaje principal |
| Shay       | Sirikiet Saejea                                                      | Personaje principal  | Personaje principal |
| Khom       | Nontapan Chuenwarin                                                  | Personaje principal  | Personaje principal |
| Pete       | Vachiravit Paisarnkulwong                                            | Personaje principal  | Personaje principal |
| Nueng      | Tichawanich Vittawat                                                 | Personaje principal  | Personaje principal |
| Taengmo/Mo | Sita Maharavidejakorn                                                | Personaje principal  | Personaje principal |
| Moan       | Patcharawat Wongtossawati                                            | Personaje principal  | Personaje principal |
| Per        | Harit Cheewagaroon                                                   | Personaje recurrente | Personaje principal |
| Ohm        | Dejyanakorn Chupawit (temporada 1) / Napian Permsombat (temporada 2) | Personaje recurrente | Personaje principal |
| Golf       | Suppharoek Miphian (temporada 1) / Moss Nattapol (temporada 2)       | Personaje recurrente | Personaje principal |
| Mawin/Win  | Phumphothingam Tharathon                                             | No participó         | Personaje principal |
| Mick       | Thitipat Pookboonsherd                                               | No participó         | Personaje principal |
| Arm        | Premanan Sripanich                                                   | No participó         | Personaje principal |
| James      | Chaiya Jirapirom                                                     | No participó         | Personaje principal |
| Aek        | Laolerkiat Garnpaphon                                                | No participó         | Personaje principal |
| Mark       | Theewara Bank                                                        | No participó         | Personaje principal |
| Fi         | Pendiente de confirmar                                               | No participó         | Personaje invitado  |
| Nongnan    | Samantha Melanie Coates                                              | No participó         | Personaje invitado  |
| Film       | Chanagun Arpornsutinan                                               | No participó         | Personaje invitado  |
| Grace      | Manassanant Arkomdhon                                                | No participó         | Personaje invitado  |
| Lhew       | Nalurmas Sanguanpholphairot                                          | No participó         | Personaje invitado  |
| Oil        | Ngeonkham Kirati                                                     | No participó         | Personaje invitado  |

## Banda sonora
Temporada 1
La banda sonora de la primera temporada, publicada por el sello Bectero Music, está disponible en formato digital.
Listado de canciones
- 01. «สั่น - Sun» (Shiver) interpretado por Sompob Pokepoon
- 02. «ขอร้อง - Kor Rong» (Begging) interpretado por Captain Chonlathorn Kongyingyong
- 03. «ลืมไปหรือเปล่า - Luem Pai Rue Plao» (Did You Forget?) interpretado por Primrose Chindavanich
- 04. «ผ่าน - Paan» (Pass) interpretado por Gunsmile Chanagun Arpornsutinan
- 05. «ยังทำไม่ได้ - Young Tum Mai Dai» (I Still Can't) interpretado por Samantha Melanie Coates
- 06. «แค่เท่านั้น - Kae Tao Nun» (Just Only That) interpretado por New Ausavapat Ausavaterakul
- 07. «หากฉันตาย - Hak Chan Tai» (If I Died) interpretado por Anik Kornkulchat & Pantita Kongsomtith
- 08. «Is This Love?» interpretado por varios artistas
- 09. «เสียงที่เปลี่ยน - Siang Tee Plian» (The Voice That Changed) interpretado por Ngern Anupart Luangsodsai
- 10. «สายตายาว - Sai Ta Yao» (Farsighted) interpretado por varios artistas
- 11. «อยากเก็บเธอไว้ทั้งสองคน - Yak Geb Ter Wai Tung Song Kon» (I'd Like You Both) interpretado por August Vachiravit Paisarnkulwong
- 12. «อย่าเข้าใจฉันผิด - Ya Kao Jai Chun Pid» (Don't Get Me Wrong) interpretado por Nalurmas Sa-nguanpholphairot, Nungira Hanwuthinanon & Manassanant Arkomdhon
- 13. «สั่น - Sun» (Shiver) interpretado por varios artistas
- 14. «หัวใจมีเพียงเธอ - Hua Jai Mee Piang Ter» (My Heart Has Only You) interpretado por White & Captain

La música incidental compuesta por Siwaj Sawatmaneekul también está disponible para su escucha en su perfil de SoundCloud.
Listado de canciones
- 1. «Why Don't Say You Love Me»
- 2. «I'm Confuse In Love»
- 3. «Feeling Blue»
- 4. «I Love But I Can't»
- 5. «If I Say I Love You...»
- 6. «Say Sweet DREAM»
- 7. «Who Am I»

Temporada 2
La banda sonora de la segunda temporada se publicó a través de la compañía GMM TV Records.
- 01. «Pratoo» (Door) interpretado por TOL
- 02. «Rak Mai Mee Nguan Kai» (Unconditional Love) interpretado por NAT & TOL
- 03. «Ruk Chun Mai Mee Wan Plian» (My Love Never Changes) interpretado por Boy Sompop

A lo largo de la temporada también se utilizaron diferentes canciones en capítulos específicos
- «Sing Tee Tam Ha» (What I've Been Searching For) interpretada por Getsunova [Canción instrumental para la presentación de la segunda temporada de la serie]
- «Bangsing» (Something) interpretada por B5 [Banda sonora durante el torneo de fútbol - Escena de Neung y Jeed en el episodio 2]
- «Fan» (My Love) interpretada por Lipta [Tono de llamada de Earn en el episodio 6]
- «Munk» (Maybe?) interpretada por Tor Siksit Vejsupaporn [Tono de llamada de Noh en el episodio 9]
- «Lost Stars» interpretada por Adam Levine [Canción de la audición de Earn en el episodio 10]
- «Klai Pai» (Too Close) interpretada por Friday [Serenata de Earn en el episodio 10]
- «Unloveable» interpretada por Mild [Canción de la audición de Fie en el episodio 10]
- «Prachan Yim» (Smiling Moon) interpretada por Ake Surachet [Tono de llamada de Earn en el episodio 12]
- «Took Tee Pid Way La» (Right Place Wrong Time) interpretada por Hobbit [Tono de llamada de Phun en el episodio 14]
- «Tam Arai Sak Yang» (Do Something) interpretada por Pang Nakarin [Tono de llamada de Noh en el episodio 16]
- «Chan Kid» (I Think) interpretada por Tonn Sofa [Phun & Noh tomándose de las manos en el episodio 16]

## Recepción
La serie obtiene valoraciones positivas en los portales de información cinematográfica. En IMDb, con 63 valoraciones, registra una puntuación de 7,8 sobre 10.
En mydramalist.com la primera temporada, con 3.563 puntuaciones, obtiene una valoración de 8,3 sobre 10.

"Si quieres ver la serie por la trama BL adelante. Es infinitamente mejor que cualquier producción japonesa que haya visto. Noh y Phun son chicos normales y agradables y su romance en ciernes es dulce y amable. No sucede nada deprimente que destruya el alma. Se abordan problemas universales de las relaciones personales. Además Love Sick presenta un retrato no edulcorado de la vida adolescente. La mayoría de las series escolares suelen mostrar representaciones aburridamente idealizadas del instituto y de los jóvenes. (...) Yo conocí a chicas tímidas que intentaban encajar en algún lugar, muchachos que se saludaban chocándose las cabezas o chicas que se criticaban a la mañana y se abrazaban a la tarde. Love Sick me enseña personajes que ni siquiera sabía que estaba buscando."
Crítica de femmedesneiges sobre la temporada 1 en mydramalist.com 

También en mydramalist.com la segunda temporada, con 2.540 votos, obtiene una puntuación de 8,5 sobre 10.

"Si amaste la primera temporada ¡esta te volverá a enamorar!. La temporada 2 ofrece mucho más que la primera: tiene más profundidad y suceden muchas cosas. Tiene muchas tramas distintas entre muchos personajes pero está más centrada en la pareja principal que la primera temporada. (...) En medio de todo el drama Love Sick ofrece humor y ternura. Una vez más falla con escenas comerciales demasiado obvias.(...) El elenco ha mejorado mucho desde la temporada anterior. Me alegra que el reparto fuera el mismo ya que observo su crecimiento como actores y actrices. Lo que no me gustó fue el final ligeramente abierto en algunas parejas. Este drama mantiene su lugar como mi drama favorito y estoy segura de que lo volveré a ver."
Crítica de Tachyomin sobre la temporada 2 en mydramalist.com 